# قصر شقوبية
قصر شقوبية  (بالإسبانية: Alcázar de Segovia) هو حصن شيده المرابطون حوالي عام 1122م، وهو جزء من المدينة القديمة لشقوبية المدرجة كموقع للتراث العالمي في إسبانيا. هو حصن في رأس جرف صخري وهو واحد من المباني الفريدة والمعروفة في إسبانيا. بني هذا البناء ليستخدم كحصن في بادئ الأمر ولكن استعمل أيضا كقصر، واستعمل كسجن، وأيضا استعمل كأكاديمية عسكرية. أما في أيامنا فيستخدم هذا القصر كمتحف تاريخي ثقافي، وهو مفتوح للجمهور العام، ويعد أحد أكثر الأماكن الأساسية جذبا للسياح في شقوبية إلى جانب قناة مياه شقوبية وكاتدرائية شقوبية.

## صور للقصر

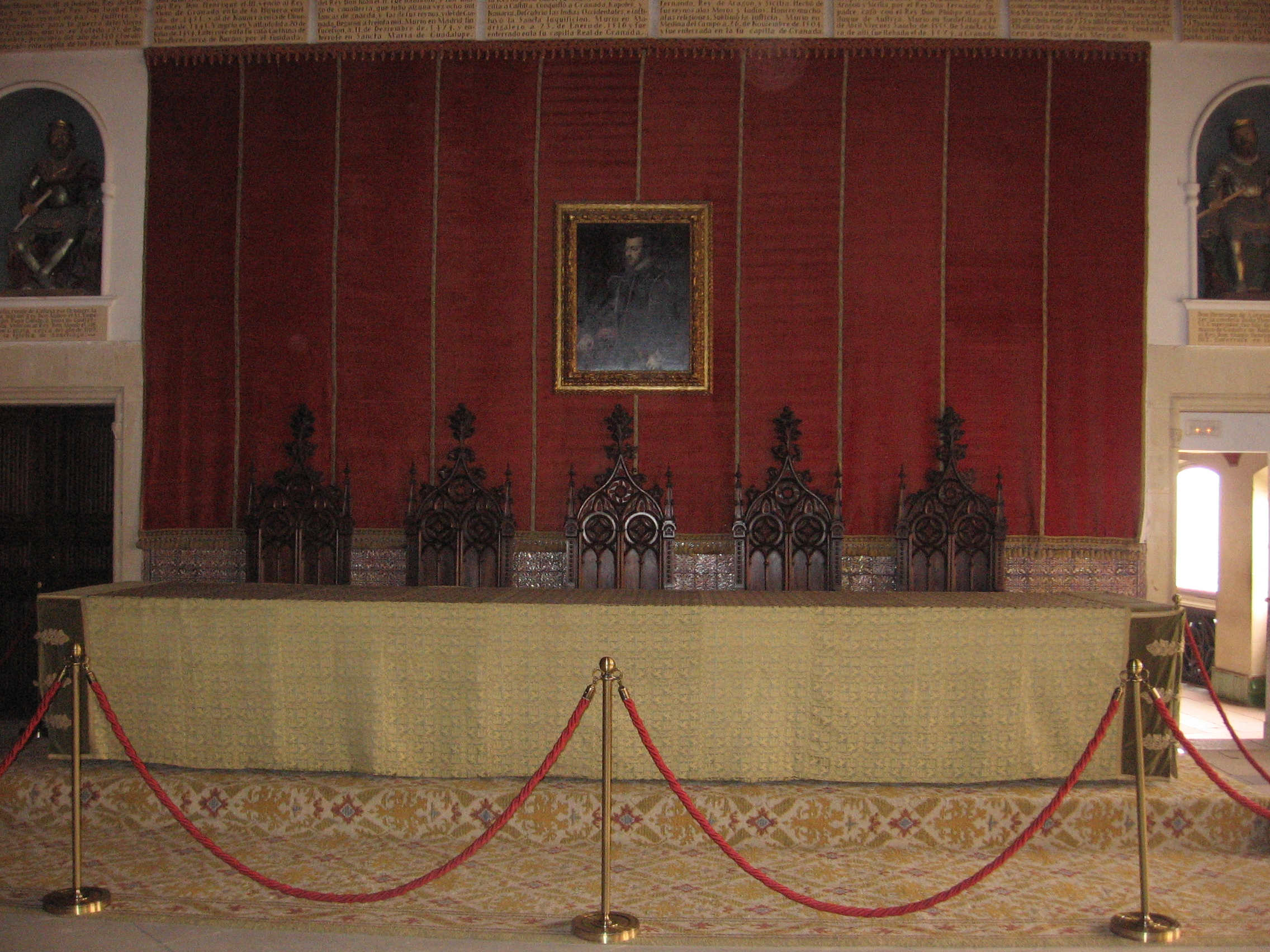
غرفة الملوك.
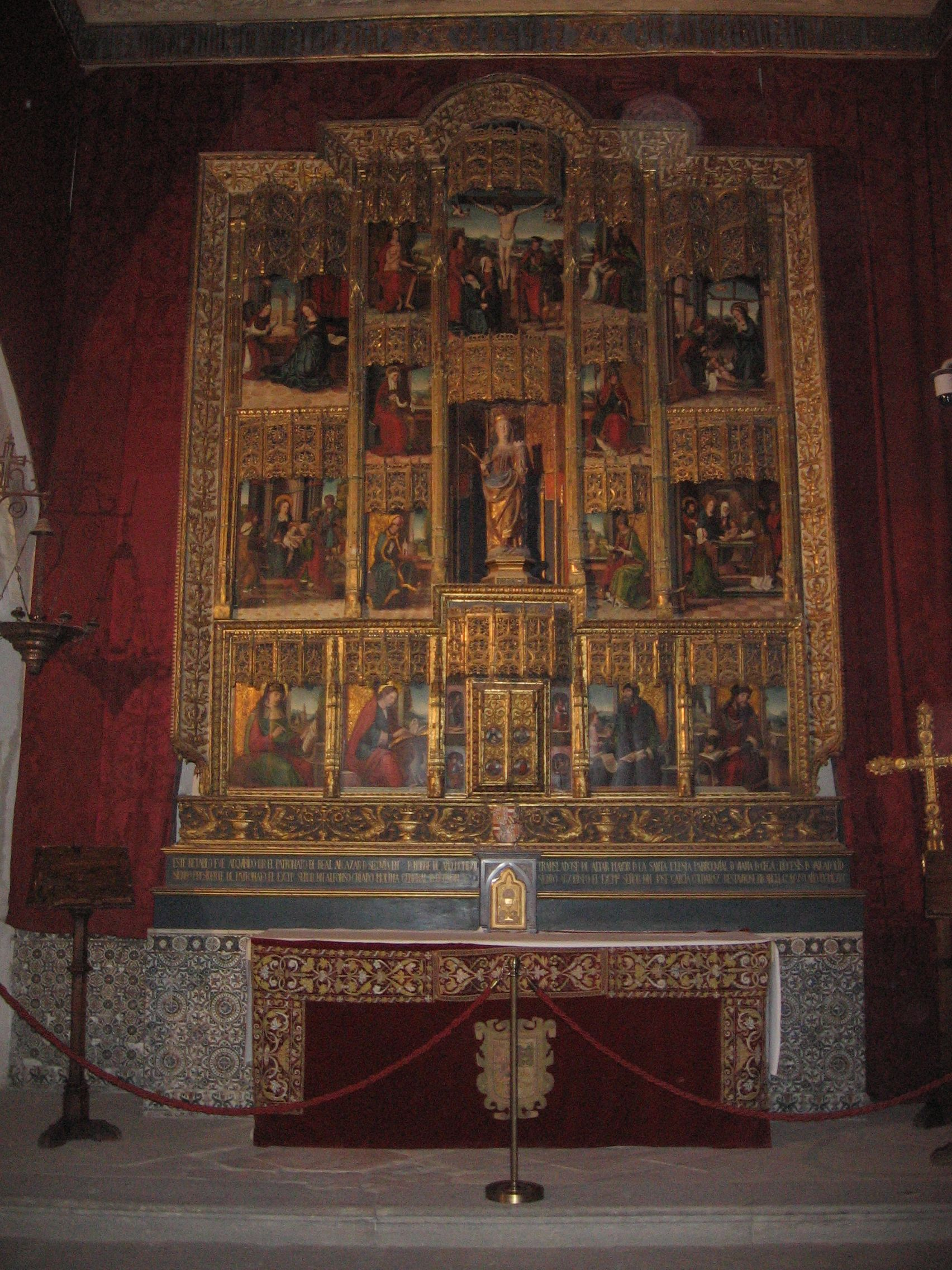
مصلى صغير.
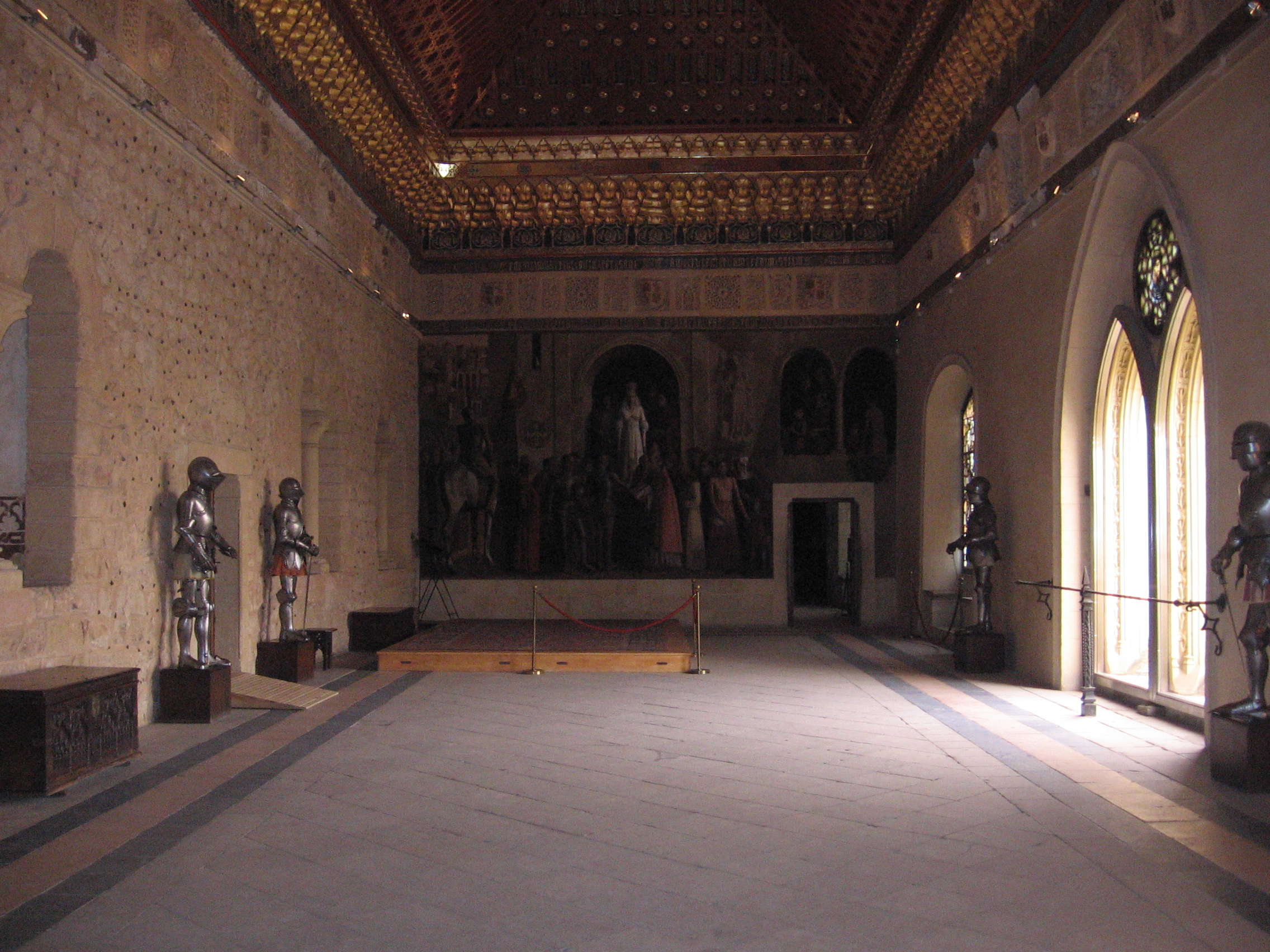
غرفة الصور.
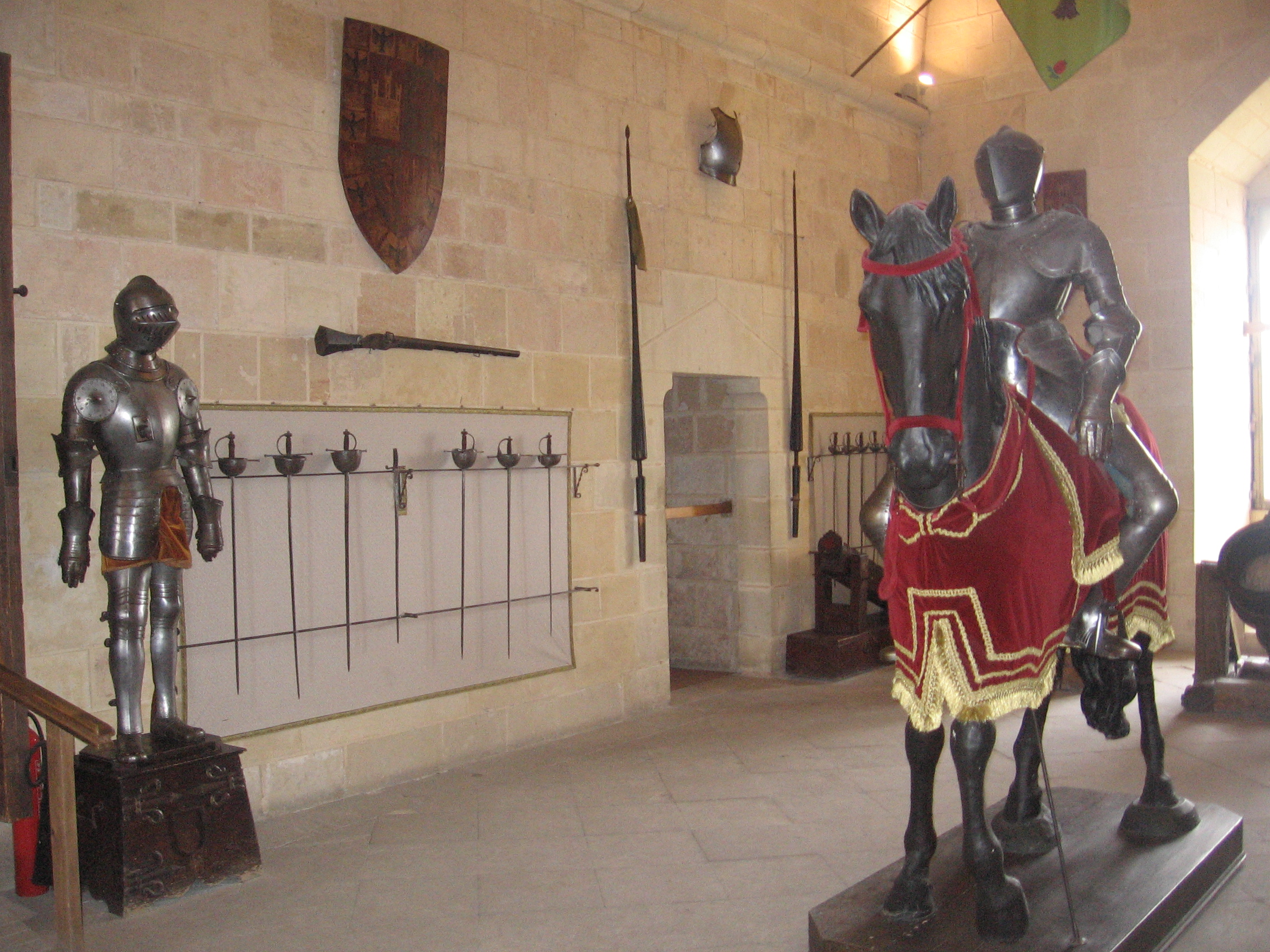
مستودع الاسلحة.